# Oreneta de Sri Lanka
L'oreneta de Sri Lanka (Cecropis hyperythra) és una espècie d'ocell de la família dels hirundínids (Hirundinidae). És endèmica de Sri Lanka. Els seus hàbitats principals són els boscos tropicals i subtropicals de frondoses humits de les terres baixes i de l'estatge montà, els matollars secs tropicals i subtropicals els matollars de tipus mediterrani, els cursos d'aigua, les zones humides, els roquissars, les terres llaurades, les àrees urbanes i les àrees forestals fortament degradades. El seu estat de conservació es considera de risc mínim.
Ha estat considerat una subespècie de Cecropis daurica.
En diverses llengües rep el nom de "oreneta de Sri Lanka" (Anglès: Sri Lanka Swallow. Francès: Hirondelle du Sri Lanka).